# Clofarabine
Clofarabine là một chất phản chuyển hóa nucleoside purine được bán trên thị trường ở Mỹ và Canada dưới dạng Clolar. Tại Châu Âu và Úc/New Zealand, sản phẩm được bán trên thị trường dưới tên Evoltra. Nó được FDA phê chuẩn để điều trị bệnh bạch cầu tăng lympho bào cấp tính tái phát hoặc khó chữa (ALL) ở trẻ em sau khi ít nhất hai loại điều trị khác đã thất bại. Nó không được biết nếu nó kéo dài tuổi thọ. Một số điều tra về hiệu quả trong các trường hợp bệnh bạch cầu dòng tủy cấp tính (AML) và bệnh bạch cầu nguyên bào tủy thiếu niên (JMML) đã được thực hiện. Các thử nghiệm đang thực hiện đang đánh giá hiệu quả của nó, nếu có, để kiểm soát các bệnh ung thư khác.

## Sự chấp thuận
Clolar được Cục Quản lý Thực phẩm và Dược phẩm Hoa Kỳ (FDA) phê duyệt ngày 28 tháng 12 năm 2004. (Theo quy định phê duyệt tăng tốc yêu cầu nghiên cứu lâm sàng hơn nữa.)

## Tác dụng phụ
- Hội chứng ly giải khối u (TLS). Clofarabine nhanh chóng tiêu diệt các tế bào ung thư bạch cầu trong máu. Cơ thể có thể phản ứng với điều này. Các dấu hiệu bao gồm tăng kali máu, tăng axit uric máu và tăng phosphate huyết. TLS rất nghiêm trọng và có thể dẫn đến tử vong nếu không được điều trị ngay.
- Hội chứng đáp ứng viêm toàn thân (SIRS): các triệu chứng bao gồm thở nhanh, nhịp tim nhanh, huyết áp thấp và chất lỏng trong phổi.
- Vấn đề về tủy xương (ức chế). Clofarabine có thể ngăn chặn tủy xương tạo ra đủ các tế bào hồng cầu, bạch cầu và tiểu cầu. Tác dụng phụ nghiêm trọng có thể xảy ra do ức chế tủy xương bao gồm nhiễm trùng nặng (nhiễm trùng huyết), chảy máu và thiếu máu.
- Ảnh hưởng đến thai kỳ và cho con bú. Cô gái và phụ nữ không nên mang thai hoặc cho con bú trong khi điều trị có thể gây hại cho em bé.
- Mất nước và huyết áp thấp. Clofarabine có thể gây nôn mửa và tiêu chảy có thể dẫn đến chất lỏng cơ thể thấp (mất nước). Các dấu hiệu và triệu chứng mất nước bao gồm chóng mặt, chóng mặt, ngất xỉu hoặc đi tiểu giảm.
- Tác dụng phụ khác. Các tác dụng phụ phổ biến nhất là các vấn đề về dạ dày (bao gồm nôn mửa, tiêu chảy và buồn nôn) và ảnh hưởng đến các tế bào máu (bao gồm số lượng hồng cầu thấp, số lượng bạch cầu thấp, số lượng tiểu cầu thấp, sốt và nhiễm trùng. Clofarabine cũng có thể gây nhịp tim nhanh và có thể ảnh hưởng đến gan và thận.

## Chống chỉ định
- mang thai hoặc mang thai có kế hoạch
- cho con bú
- vấn đề cuộc sống
- vấn đề về thận

## Tương tác thuốc
- thuốc gây độc thận
- thuốc gây độc cho gan

## Vận chuyển
- Bằng cách truyền tĩnh mạch.
- Liều dùng là truyền 2 giờ (52   mg/m2) mỗi ngày trong năm ngày. Chu kỳ được lặp lại cứ sau 2 đến 6 tuần.
- Xét nghiệm máu thường xuyên để theo dõi các tế bào máu, chức năng thận và chức năng gan của người đó.

## Sinh học
Clofarabine là một chất tương tự nucleoside thế hệ thứ hai được thiết kế để khắc phục những hạn chế sinh học quan sát được với ara-A và fludarabine. Một 2fl (S) -fluorine trong clofarabine làm tăng đáng kể tính ổn định của liên kết glycosid trong dung dịch axit và hướng tới sự phân cắt phosphorolytic so với fludarabine. Một sự thay thế clo ở vị trí 2 của cơ sở adenine sẽ tránh việc sản xuất một chất tương tự 2-fluoroadenine, tiền thân của 2-fluoro-adenosine-5 5-triphosphate độc hại và ngăn chặn sự khử amin của base so với ara-A.
Clofarabine có thể được tiêm tĩnh mạch hoặc uống. Clofarabine xâm nhập vào các tế bào thông qua hENT1, hENT2 và hCNT2, trong đó khi nó được phosphoryl hóa bởi deoxycytidine kinase để tạo ra clofarabine-5 Thẻ-monophosphate. Bước giới hạn tỷ lệ trong chuyển hóa clofarabine là clofarabine-5 ERIC-diphosphosphate. Clofarabine-5 ức-triphosphate là chất chuyển hóa có hoạt tính, và nó ức chế men khử ribonucleotide, dẫn đến giảm nồng độ dNTP của tế bào, thúc đẩy sự kết hợp nhiều hơn của clofarabine-5 Nott-triphosphate trong quá trình tổng hợp DNA. Clofarabine-5 - nhúng-monophosphate trong DNA thúc đẩy quá trình bắt giữ polymerase tại ngã ba sao chép, kích hoạt các cơ chế sửa chữa DNA mà không sửa chữa dẫn đến đứt gãy chuỗi DNA trong ống nghiệm và apoptosis qua trung gian in vitro. Các nghiên cứu sử dụng các dòng tế bào đã chỉ ra rằng clofarabine-5'-triphosphate cũng có thể được tích hợp vào RNA.
Cơ chế kháng chiến và doanh thu đã được báo cáo. Kháng clofarabine phát sinh do giảm hoạt tính deoxycytidine kinase trong ống nghiệm. Công cụ vận chuyển ABC ABCG2 thúc đẩy xuất khẩu clofarabine-5, - monophosphate và do đó hạn chế tác dụng gây độc tế bào của chất tương tự in vivo này. Về mặt sinh hóa, clofarabine-5'-triphosphate đã được chứng minh là chất nền cho SAMHD1, do đó có khả năng hạn chế lượng hợp chất hoạt động trong các tế bào.